# Kim Ashfield
Kim Ashfield (Buckley, 5 gennaio 1958) è un'ex modella britannica, eletta Miss Regno Unito nel 1980.
In qualità di Miss Galles, la Ashfield ha partecipato l'8 luglio a Miss Universo 1980 che si è tenuto a Seul. Il 13 novembre dello stesso anno ha inoltre rappresentato il Galles a Miss Mondo 1980, che si è tenuto il 13 novembre a Londra, dove si è classificata alla quinta posizione.